# Sabri Mahir
Sabri Mahir (* 1890 in Istanbul; † ?) war ein türkischer Profifußballspieler, der später Boxer und erfolgreicher Boxtrainer wurde.

## Leben
Sabri Mahir spielte in der obersten türkischen Liga für Galatasaray Istanbul Fußball. Während politischer Unruhen musste er aus seinem Land fliehen und zog nach Paris. Dort trug er sich in der Akademie der schönen Künste ein und verfeinerte sein künstlerisches Talent. Aufgrund politischer Unruhen während des Ersten Weltkrieges zog es ihn nach Berlin, wo er als Boxer in einem Zirkus kämpfte. Er war bekannt als „der schreckliche Türke Sabri Mahir“, der „gegen vier Männer kämpft“. Danach bestritt er vier Profikämpfe und wurde nach dieser kurzen Karriere Boxtrainer. Er eröffnete das Studio für Boxen und Leibeszucht auf dem Kurfürstendamm im Berlin der 1920er-Jahre, in welchem er unter anderem Franz Diener trainierte. In diesem Studio fanden die sogenannten Teestunden am Ring statt, wo er mit Bertolt Brecht und anderen prominenten Persönlichkeiten Berlins in Kontakt kam. Wegen eines Neonschilds, welches eine Faust darstellte, die auch noch von einem bekannten Maler der politisch Linken gemalt wurde, kam es in Mahirs Studio zeitweise zu Treffen der Berliner Proletarier. Daher entfernte er dieses Symbol wieder.

## Trivia
- Die Schriftstellerin Vicki Baum trainierte Mitte der 1920er Jahre in Sabri Mahirs Studio für Boxen und Leibeszucht. In ihrem 1930 erschienenen Roman Zwischenfall in Lohwinckel porträtierte sie Sabri Mahir mit der Figur des Boxtrainers Alexander Symotzky.[1]